# مورگان (مینه‌سوتا)
مورگان، مینه‌سوتا (به انگلیسی: Morgan, Minnesota) یک شهر در ایالات متحده آمریکا است که در شهرستان ردوود، مینه‌سوتا واقع شده‌است.

## خصوصیات
مورگان ۱٫۴۲ کیلومترمربع مساحت و ۸۹۶ نفر جمعیت دارد و ۳۱۸ متر بالاتر از سطح دریا واقع شده‌است.